# 天主教彼德拉斯內格拉斯教區
天主教彼德拉斯內格拉斯教區（拉丁語：Dioecesis Saxanigrensis）是墨西哥一個羅馬天主教教區，屬蒙特雷總教區。
教區成立於2003年1月8日，位於科阿韋拉州北部。2004年有教友440,000人（佔轄區總人口80.0%）、廿六個堂區、五十一名司鐸。現任教區主教為阿隆索·赫拉多·加爾薩·特雷維諾。